# ماغدالينا رويث غيناثو
ماغدالينا رويث غيناثو (مواليد 15 شباط\فبراير 1935) هي كاتبة وصحفية أرجنتينية. عملت في اللجنة الوطنية لاختفاء الأشخاص. تلقت العديد من جوائز مارتين فيرو بما في ذلك جائزة مارتين فيرو الذهبية عام 1993.

## حقوق الإنسان
عملت في أعوام 1976، 1977، 1978 في القناة 11 التي يسيطر عليها الجيش، وكانت واحدة من 16 صحفية تلقّين جائزة من وزير الداخلية الجنرال ألبانو آرغوينيغيو في آب (أغسطس) 1980.
في فترة الثمانينيات من القرن العشرين، بدأت مسار الدفاع عن حقوق الإنسان من مناشئ مختلفة. من خلال برنامجها الإذاعي، كانت أول من أتاح الفرصة للقائمين على منظمة أمهات ميدان مايو لإيصال أصواتهم أثناء الحكومة الديكتاتورية.
خلال مسيرتها المهنية، أظهرت بكل الوسائل أنها ضد العنف بكل أشكاله.
أثناء فترة الحكم الديمقراطي، أنتخبها الرئيس راؤول ألفونسين لتكون عضواً نشطاً في اللجنة الوطنية لاختفاء الأشخاص (أو اختصاراً CONADEP). وقد تم تسليط الضوء على عمل التحقيق الذي أنجزته مع اللجنة

## جوائز
- 1974، جائزة سانتا كلارا دي آسيس.
- 1977، جائزة سانتا كلارا دي آسيس.
- 1977، جائزة سان غابريل.
- 1980، وسام الاستحقاق من بولندا لتغطيتها أول زيارة للبابا يوحنا بولس الثاني إلى بولندا.
- 1983، «سيدة العام»، انتختب بالتصويت العام.
- 1984، وسام الاستحقاق من فرنسا لدفاعها عن حقوق الإنسان.
- 1984، وسام الاستحقاق من إيطاليا لدفاعها عن حقوق الإنسان و حرية الصحافة.
- 1987، جوائز كونيكس: شهادة تقدير.[10]
- 1987، جائزة مارتين فييرو.
- 1988، جائزة مارتين فييرو.
- 1989، جائزة مارتين فييرو.
- 1990، جائزة مارتين فييرو.
- 1991، جائزة مارتين فييرو.
- 1991، جائزة كونيكس البلاتينية لأفضل قائد.
- 1992، جائزة البث الإذاعي.
- 1992، جائزة برنساريو.
- 1992، جائزة مارتين فييرو.
- 1993، جائزة برنساريو.
- 1993، جائزة مارتين فييرو.
- 1993، جائزة مارتين فييرو الذهبية.
- 1994، جائزة البث الإذاعي.
- 1994، وسام جوقة الشرف، فرنسا، منحت رتبة الضابط لدفاعها عن حقوق الإنسان وحرية الصحافة.
- 1996، جائزة البث البلاتينية للصحافة.
- 1997، جائزة أفضل برنامج إخباري إذاعي.
- 1997، التميز الفخري من جامعة هارفارد ومركز ديفيد روكفيلر لدراسات أمريكا اللاتينية.
- 1997، جوائز كونيكس: شهادة تقدير.[11]
- 2002، جائزة مارتين فييرو لأفضل عمل صحفي.[12][13]
- 2003، جائزة مارتين فييرو.
- 2003، الجائزة الكبرى لمسار الحياة، "جائزة مؤسسة الإعلام الدولي للمرأة الإعلامية.[14]
- 2007، جوائز كونيكس البلاتينية والماسية.[15]
- 2007، جائزة النشاط البث الإذاعي إيثر لأفضل قيادة نسائية
- 2008، جائزة مارتين فييرو لأفضل عمل صحفي يومي.[16]
- 2008، جائزة مارتين فييرو.[16]
- 2013، جائزة مارتين فييرو لأعمال الصحافيات.[17][18][19]
- 2013، جائزة راند لحرية الصحافة، عن تمييزها الصحفي لعام 2013.[20][21]

## روابط خارجية
- ماغدالينا رويث غيناثو على موقع IMDb (الإنجليزية)